# Недоутс 11
Недоутс 11 (англ. Nedoats 11) — індіанська резервація в Канаді, у провінції Британська Колумбія, у межах регіонального округу Балклі-Нечако.

## Населення
За даними перепису 2016 року, індіанська резервація не ма постійного населення.

## Клімат
Середня річна температура становить 2,5°C, середня максимальна – 17,9°C, а середня мінімальна – -17,5°C. Середня річна кількість опадів – 515 мм.
| Клімат поселення                              | Клімат поселення | Клімат поселення | Клімат поселення | Клімат поселення | Клімат поселення | Клімат поселення | Клімат поселення | Клімат поселення | Клімат поселення | Клімат поселення | Клімат поселення | Клімат поселення | Клімат поселення |
| Показник                                      | Січ.             | Лют.             | Бер.             | Квіт.            | Трав.            | Черв.            | Лип.             | Серп.            | Вер.             | Жовт.            | Лист.            | Груд.            |                  |
| Середній максимум, °C                         | −4,8             | −0,42            | 3,80             | 9,07             | 13,98            | 17,89            | 17,07            | 16,60            | 12,21            | 6,85             | −0,25            | −4,92            |                  |
| Середня температура, °C                       | −11,14           | −6,75            | −2,53            | 2,74             | 7,66             | 11,56            | 13,83            | 13,38            | 8,99             | 3,64             | −3,46            | −8,14            |                  |
| Середній мінімум, °C                          | −17,45           | −13,08           | −8,85            | −3,58            | 1,33             | 5,23             | 10,62            | 10,16            | 5,78             | 0,43             | −6,69            | −11,36           |                  |
| Норма опадів, мм                              | 49               | 30               | 29               | 21               | 35               | 55               | 51               | 47               | 49               | 55               | 46               | 48               |                  |
| Середньомісячна швидкість вітру, м/с          | 1.66             | 1.70             | 1.92             | 2.10             | 2.11             | 2.09             | 1.95             | 1.80             | 1.72             | 1.82             | 1.78             | 1.64             |                  |
| Середньомісячна сонячна радіація, кДж/м²·день | 2093             | 4698             | 9308             | 14498            | 18139            | 19701            | 19048            | 15844            | 10520            | 5370             | 2475             | 1439             |                  |
| --------------------------------------------- | ---------------- | ---------------- | ---------------- | ---------------- | ---------------- | ---------------- | ---------------- | ---------------- | ---------------- | ---------------- | ---------------- | ---------------- | ---------------- |
| Джерело:                                      |                  |                  |                  |                  |                  |                  |                  |                  |                  |                  |                  |                  |                  |